# Euthydemus (Plato)

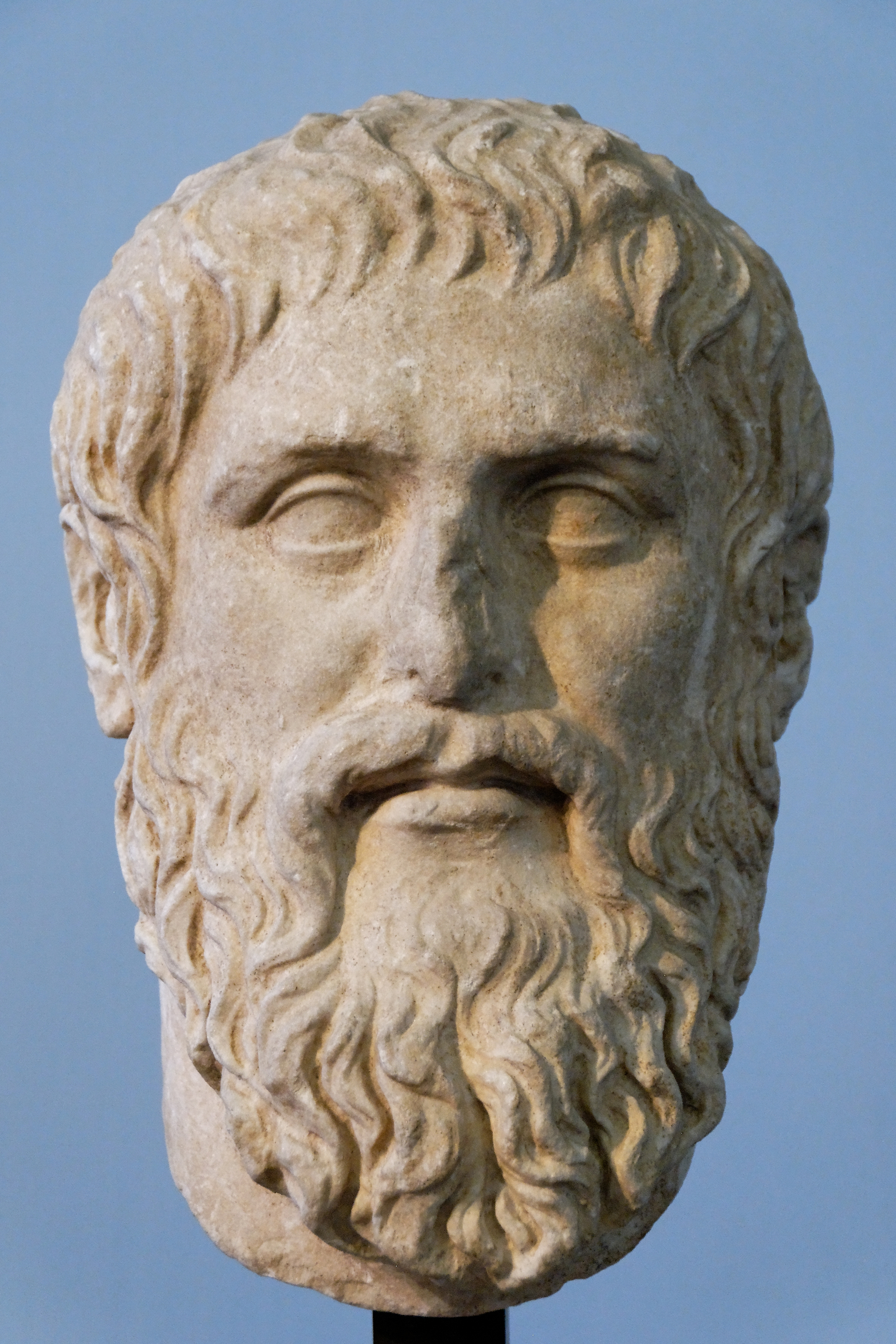
Beeld van Plato

De Euthydemus (Oudgrieks Εὐθύδημος) van Plato is een dialoog waarin op satirische wijze de drogredenen van de 'eristiek' worden getoond. De datering van dit werk is betwist, maar over het algemeen wordt de Euthydemus als een betrekkelijk vroeg werk van Plato gezien.

## Deelnemers aan het gesprek
Crito vraagt aan Socrates met wie hij gisteren heeft zitten praten. Hierop vertelt Socrates hem over zijn ontmoeting met de twee broers Euthydèmos en Dionysodorus, geduchte sofisten. (Het betreft hier werkelijk bestaande personen: Plato zelf verwijst in de Cratylus ook naar Euthydèmos; deze wordt verder tweemaal genoemd door Aristoteles, en Dionysodorus wordt vermeld bij Xenophon.). Bij deze ontmoeting waren ook de jonge Kleinias en Ktèsippos aanwezig. 

Socrates vertelt dus wat hij gisteren heeft meegemaakt, maar tussendoor, en na afloop, bespreekt hij samen met Crito dit relaas.

## Inhoud

### Eristiek
Onder eristiek ('leer van het twistgesprek') verstond men in de oudheid die vorm van disputeren waarbij geen lange redevoeringen gebruikt werden (zoals veel sofisten deden), maar à la Socrates, vraag en antwoord gehanteerd worden. Het woord eristiek bevat het Griekse woord voor twist (eris), en de protagonisten in deze dialoog brengen inderdaad een wedstrijdmentaliteit mee uit hun verleden. De twee broers (Euthydèmos en Dionysodorus - zie boven) hebben namelijk een wat verrassende loopbaan achter zich: waren ze aanvankelijk succesvol als worstelaars, daarna hebben ze zich toegelegd op het spreken voor de rechtbank, en pas sinds kort onderwijzen ze de deugd aan wie maar wil. Leeftijd geen bezwaar. 

Mensen die van alle markten thuis zijn dus, van de fysieke worsteling tot het juridische steekspel, en nu ook bedreven in de eristische schermutselingen. Maar wel steeds gericht op een 'overwinning', een essentieel onderdeel van de eristiek. Men wil de tegenstander pootje lichten. Er wordt letterlijk gezegd: Niemand is tegen ze opgewassen; zo geduchte strijders met woorden zijn het, dat ze alles wat gezegd wordt kunnen weerleggen, - ongeacht of het gezegde waar of niet waar is.. Socrates noemt het ook nog - minder eerbiedig - het wegtrekken van iemands stoel op het moment dat deze wil gaan zitten, eraan toevoegend dat Euthydèmos en Dionysodoros nu nog slechts spel hebben laten zien, maar dat de ernst straks zal beginnen. Hetgeen niet gebeurt.
De methode van weerleggen is grotendeels gebaseerd op het gebruikmaken van de ambiguïteiten vervat in bepaalde woorden. In de Euthydemus laat Plato zien dat hij ook al deze trucs beheerst. Hermann Bonitz telde in deze dialoog 21 eristische argumenten.
Soms bevatten deze eristische spitsvondigheden onderliggende serieuze filosofische problemen, maar daar gaat Plato hier niet op in; dat zal hij met name in de Sofist doen. (Aristoteles behandelt deze problematiek in zijn Sofistische weerleggingen.)
Het is er de eristici ook om te doen hun filosofische 'brille' aan te tonen; in de dialoog wordt dat geaccentueerd door de luide bijval die Euthydèmos en Dionysodoros herhaaldelijk te beurt valt van de kant van hun schare bewonderaars, en ook door Socrates' gespeelde bewondering voor beide verbale acrobaten.

### Enscenering
Er is vaak geconstateerd dat de Euthydemus lijkt opgezet als een toneelstuk Er zijn vijf 'bedrijven':
- Euthydèmos en Dionysodoros 'spreken' met Kleinias (275c-277c);
- Gesprek van Socrates en Kleinias (278e-282e);
- Euthydèmos en Dionysodoros ´discussiëren' met Socrates en Ktèsippos (283a-288d);
- Socrates spreekt met Ktèsippos (288d-293a);
- Ktèsippos laat de eristische methode los op Euthydèmos en Dionysodoros (293b-303b).

De plaats van handeling is het Lykeion. L. Méridier, hierin nagevolgd door G.J. De Vries, gaat zelfs zover ook een 'koor' te onderkennen: namelijk in de somtijds luidruchtige aanhangers van Euthydèmos en Dionysodoros.
De emoties - irritatie overgaand in lachlust - lopen tegen het einde hoger op, veroorzaakt door de toenmenende 'communicatie-stoornis' (die aan Ionesco's toneel doet denken): Euthydèmos en Dionysodoros praten wel, ontkennen ook niet in te gaan op Socrates' verzoek om de jonge Kleinias de deugd bij te brengen, maar al hun 'antwoorden' zijn slechts ripostes op losse uitlatingen van hun 'tegenstanders'. In de karikatuur die Plato hier van hen geeft maken ze ieder gesprek onmogelijk.
Maar bij dit 'toneelstuk' is ook de reactie van het 'publiek' opgenomen: Socrates' en Crito's reflecties op het gesprokene. Daar komt aan het einde van de dialoog ook nog een anonieme reactie bij: Crito vertelt dan nl. dat hij na afloop gisteren met iemand gesproken had, die het allemaal maar niets vond, en sowieso filosofie en filosofen nietswaardig achtte. (Men neemt over het algemeen aan dat met deze anonymus verwezen wordt naar Isocrates, de redenaar, die enkele jaren vóór de stichting van de academie een school had opgericht te Athene, en in die zin een collega of 'concurrent' was van Plato.)
Als extra indicatie van het element fictie/toneel zou men kunnen zien dat Crito halverwege het waarheidsgehalte van wat Socrates vertelt in twijfel trekt.

### Doel van de dialoog
Over het algemeen wordt als filosofisch doel van deze dialoog gezien de lezer het verschil in te scherpen tussen Socrates' manier van ondervragen ('dialectiek') en de eristiek. Dit was nodig omdat Socrates' methode oppervlakkig gezien overeenkomsten vertoonde met die van de eristici.
Er zit echter ook een protreptisch element in de Euthydemus, n.a.v. Socrates' uitgangsvraag of deugd eigenlijk wel leerbaar is. Als de twee broers beweren de deugd te kunnen onderwijzen, vraagt Socrates eerst bescheiden of ze ook iemand tot de overtuiging kunnen brengen dat hij zich hierop moet toeleggen. Geen probleem, is het antwoord, waarna ze er verder niet meer op ingaan. Maar Socrates zelf komt er wel op terug, namelijk in de tweede 'scène', zijn gesprek met Kleinias. Men kan dan ook 'intellectuele vorming' als subthema van de dialoog zien.

## Nederlandse vertalingen
- Plato, Verzameld werk, vol. 1, Euthydemos - Ion - Menexenos - Hippias, vert. Hans Warren en Mario Molegraaf, 1994. ISBN 9789035113558
- Plato, "Euthydemus", in: Verzameld werk, vol. 1, vert. Xaveer de Win, Antwerpen, Nederlandsche Boekhandel, 1965 (herdrukt 1978, 1980 en 1999)
- Euthydemus, een gesprek van Plato, vert. Petrus Hofstede de Groot, Bibliotheek van oude letterkunde, vol. II, 1826, p. 531-630

## Andere vertalingen
- (en)  Plato, "Euthydemus", in: J.M. Cooper en D.S. Hutchinson (eds.), Complete Works, 1997, 1838 p. ISBN 9780872203495
Grondige Engelse vertaling in één band met annotaties en toelichting